# Eclissi solare del 14 dicembre 1917
L'eclissi solare del 14 dicembre 1917 è un evento astronomico che ha avuto luogo il suddetto giorno attorno alle ore 9.27 UTC. 
L'eclissi, di tipo anulare, è stata visibile in alcune parti dell'Antartide del Sud America, e dell'Oceania (Australia).
L'evento è durato 1 minuto e 17 secondi e l'ombra lunare sulla superficie terrestre ha raggiunto una larghezza di 189 km.
L'eclissi del 14 dicembre 1917 è stata la quarta eclissi solare nel 1917 e la 41ª nel XX secolo. La precedente eclissi solare si è verificata il 19 luglio 1917, la seguente si è verificata l'8 giugno 1918.

## Percorso e visibilità
L'eclissi anulare si è manifestata all'alba locale sulla superficie dell'oceano nell'Oceano Pacifico sud orientale a circa 1.000 chilometri a sud-ovest della punta meridionale del Cile. In seguito la pseudo-umbra della luna si è spostata verso sud-est attraverso la penisola antartica meridionale e a sud fino al Polo Sud  per poi virare a nord nella parte orientale della Terra di Wilkes raggiungendo il punto di massima eclissi all'estremità meridionale della suddetta isola, a circa 220 chilometri dal Polo Sud.
Successivamente, la pseudo-umbra è entrata nella Terra della Regina Vittoria ad est e ha lasciato l'Antartide, terminando al tramonto nell'oceano a circa 250 chilometri a sud-ovest dell'isola Macquarie.
Oltre alla suddetta eclissi anulare stretta, l'eclissi solare parziale poteva essere vista nella penombra lunare nell'intera Antartide, nel Sud America sud orientale, alle Isole Kerguelen e in Australia sud - occidentale.

## Eclissi correlate

### Eclissi solari 1916 - 1920
Questa eclissi è un membro di una serie semestrale. Un'eclissi in una serie semestrale di eclissi solari si ripete approssimativamente ogni 177 giorni e 4 ore (un semestre) in nodi alternati dell'orbita della Luna.

### Ciclo di Saros 121
L'evento appartiene al ciclo solare di Saros 121, che si ripete ogni circa 18 anni, 11 giorni e 8 ore, comprendente 71 eventi. La serie è iniziata con un'eclissi solare parziale il 25 aprile 944. Contiene eclissi totali dal 10 luglio 1070 al 9 ottobre 1809. Contiene eclissi ibride avvenute il 20 ottobre 1827 e il 30 ottobre 1845. Comprende eclissi anulari dall'11 novembre 1863 al 28 febbraio 2044. La serie termina al membro 71 come eclissi parziale il 7 giugno 2206. L'eclissi totale più lunga si è verificata il 21 giugno 1629, con la massima durata della totalità a 6 minuti e 20 secondi . L'eclissi anulare più lunga si verificherà il 28 febbraio 2044, con la massima durata di anularità a 2 minuti e 27 secondi. 